# Йылдыз
«Йылдыз» або «Yıldız» (укр. «Зірка») — сучасний журнал кримськотатарською мовою обсягом 142 сторінки.